# Столпы Творения (фотография)
«Столпы Творения» — скопления («слоновьи хоботы») межзвёздного газа и пыли в туманности Орёл, примерно в 7000 световых лет от Земли, впервые зафиксированные на фотографии космическим телескопом «Хаббл». Туманность Орёл находится в рукаве Стрельца Млечного Пути. Название «Столпы Творения» объекты на фотографии получили потому, что газ и пыль в них вовлечены в процесс формирования новых звёзд с одновременным разрушением облаков под светом уже образовавшихся звёзд. Фотография была сделана 1 апреля 1995 года. Её получили и опубликовали астрономы Джефф Хестер и Пол Скоуэн, тогда студенты Университета штата Аризона. В 2011 году были получены новые снимки этой области космоса, сделанные космическим телескопом «Гершель»; в 2014 году телескоп «Хаббл» сделал новую фотографию в более высоком разрешении. В 2022 году орбитальный телескоп «Джеймс Уэбб» сделал снимки при помощи камер ближнего ИК-диапазона NIRCam и среднего ИК-диапазона MIRI.

## Состав и строение
Столпы Творения — остатки центральной части газопылевой туманности Орёл в созвездии Змеи, и состоят, как и вся туманность, в основном из холодного молекулярного водорода и пыли. Под действием гравитации в газопылевом облаке образуются сгущения, из которых могут родиться звёзды. Уникальность данного объекта в том, что первые четыре массивные звезды (на самой фотографии эти звёзды не видны), появившиеся в центре туманности примерно два миллиона лет назад, развеяли её центральную часть и участок со стороны Земли. Поэтому частично туманность Орла видна изнутри. Мощное излучение этих четырёх звёзд ионизирует газы туманности, заставляя их светиться не только отражённым светом, но и собственным. Атомы кислорода, потерявшие два электрона, светятся на фотографии синим светом. Потерявший один электрон водород — зелёным. Потерявшая один электрон сера светится на поверхности столпов красным. Эта часть является эмиссионной туманностью, испускающей собственный (не отражённый) свет. От группы четырёх массивных звёзд до вершин Столпов около 6,5 св. лет. Высота самого высокого Столпа (на фотографии крайнего слева) составляет около 4 св. лет.
Столпы Творения ориентированы от группы звёзд, которые их породили. Давление света и солнечный ветер «выдувают» материал газопылевого облака от новых относительно близких и горячих звёзд, и Столпы понемногу «испаряются». Более плотные участки туманности, такие как глобулы, экранируют от «выдувания» области позади себя, таким образом в тени этих глобул и сформировались Столпы Творения. Дальний из столпов (на фото он слева) освещён спереди, что позволяет лучше разглядеть его структуру, два других обращены к Земле теневой стороной. Структура вершин Столпов, в свою очередь, тоже состоит из многочисленных «пальцев», находящихся в тени уплотнений газопылевого облака. Похожие на пальцы протуберанцы на вершинах столпов размерами больше, чем вся наша солнечная система — их можно наблюдать благодаря теням от испаряющихся газовых глобул, закрывающих газ за ними от интенсивного ультрафиолетового облучения. Эти выступающие уплотнения могут в перспективе породить звёзды. За процессами в них наблюдают с Земли. Формированию звёзд может препятствовать мощное «выдувание» материала с глобул. Одна из таких звёзд находится на вершине одного из «пальцев» на левом на снимке Столпе. Её масса примерно равна солнечной. Длина этого пальцеобразного выступа — около 200 а.е.
Телескоп Чандра обнаружил в макушке дальнего столпа мощный рентгеновский источник, который предположительно соответствует молодой звезде пяти солнечных масс.

## Предполагаемое разрушение
Снимки, сделанные космическим телескопом «Спитцер», обнаружили облако горячей пыли в окрестностях Столпов Творения. Работающий с телескопом астроном Николас Флейджи предположил, что это облако было образовано ударной волной от взрыва сверхновой звезды. Вид облака говорит о том, что примерно через тысячу лет ударная волна может полностью разрушить Столпы Творения.
Такая интерпретация наблюдений облака горячей пыли оспаривается другими астрономами. Стивен Рейнольдс из Университета штата Северная Каролина в Роли отмечал: если бы в окрестностях Столпов произошёл такой взрыв, наблюдались бы более значительные уровни радиоволнового и рентгеновского излучения, а разогрев пыли может быть объяснён звёздными ветрами со стороны соседних массивных звёзд.
Однако вне зависимости от причины появления горячего облака вблизи Столпов, уже само его присутствие должно ускорить их естественное разрушение.

## Фотографии

### Фотография «Хаббла»
Оригинальная фотография Столпов Творения составлена из 32 отдельных снимков, сделанных четырьмя камерами на борту «Хаббла». На фотографии запечатлён свет, излучаемый различными химическими элементами в облаке, которые на сводной фотографии изображены разными цветами: зелёный цвет даёт ионизированный водород, красный — однократно ионизированная сера, синий — дважды ионизированные атомы кислорода.
Чёрные прямоугольники, напоминающие по форме лестницу в верхнем правом углу изображения, возникли из-за того, что камера в верхнем правом квадранте делала фотографии в большем увеличении. При их уменьшении до того же масштаба, что и у фотографий с других камер, в этой части фотографии неизбежно образовывалось пустое место .

### Фотография «Гершеля»
В 2011 году космическая обсерватория «Гершель» сделала новую фотографию Столпов Творения в дальней инфракрасной части спектра, что позволило астрономам заглянуть внутрь самих Столпов и структур в окружающем их пространстве и получить новую информацию о силах, действующих в туманности Орёл.

### Повторная фотография «Хаббла»
В честь 25-летия запуска космического телескопа «Хаббл» была сделана новая фотография Столпов Творения — более крупная и в более высоком разрешении. Она была обнародована в январе 2015 года на конференции Американского астрономического общества в Сиэтле. Новая фотография в ближней инфракрасной и видимой части спектра была сделана Широкоугольной камерой 3, установленной на телескопе в 2009 году, которая позволила за то же время экспозиции заглянуть в десять раз глубже с разрешением в два раза выше. Фотография 2015 года шире, она захватывает основание столпов.

### Фотография «Джеймса Уэбба»
В 2022 году орбитальный телескоп «Джеймс Уэбб» сделал снимки при помощи камер ближнего ИК-диапазона NIRCam и среднего ИК-диапазона MIRI.